# Shangchuan
Shangchuan (din portugheză São João, „Sfântul Ioan”) este o insulă în Marea Chinei de Sud. Insula aparține administrativ de provincia Guangdong, Republica Populară Chineză.

## Istoric
Insula a fost în secolul al XVI-lea un centru colonial portughez, înainte de acordul cu autoritățile chineze din 1557, care a stabilit baza comercială portugheză la Macao. 

## Galerie de imagini

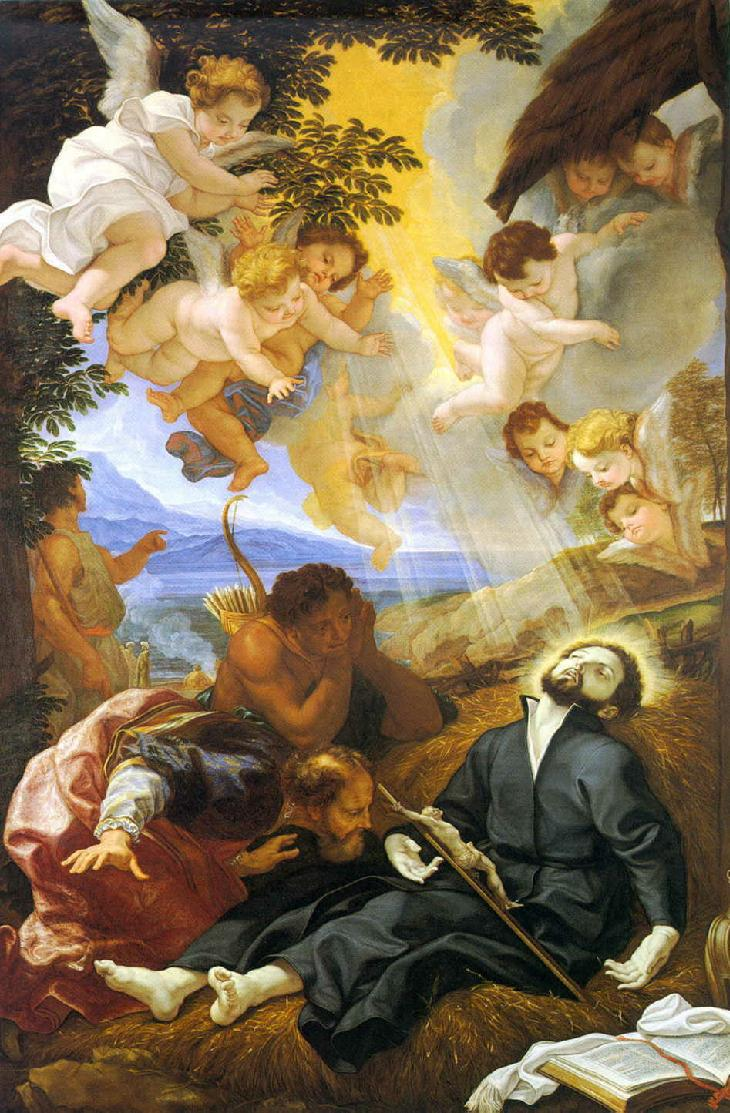
Giovanni Battista Gaulli, Moartea lui Francisco de Xavier la Sanchoão (sec. al XVII-lea)